# Sipah-e-Sahaba Pakistan

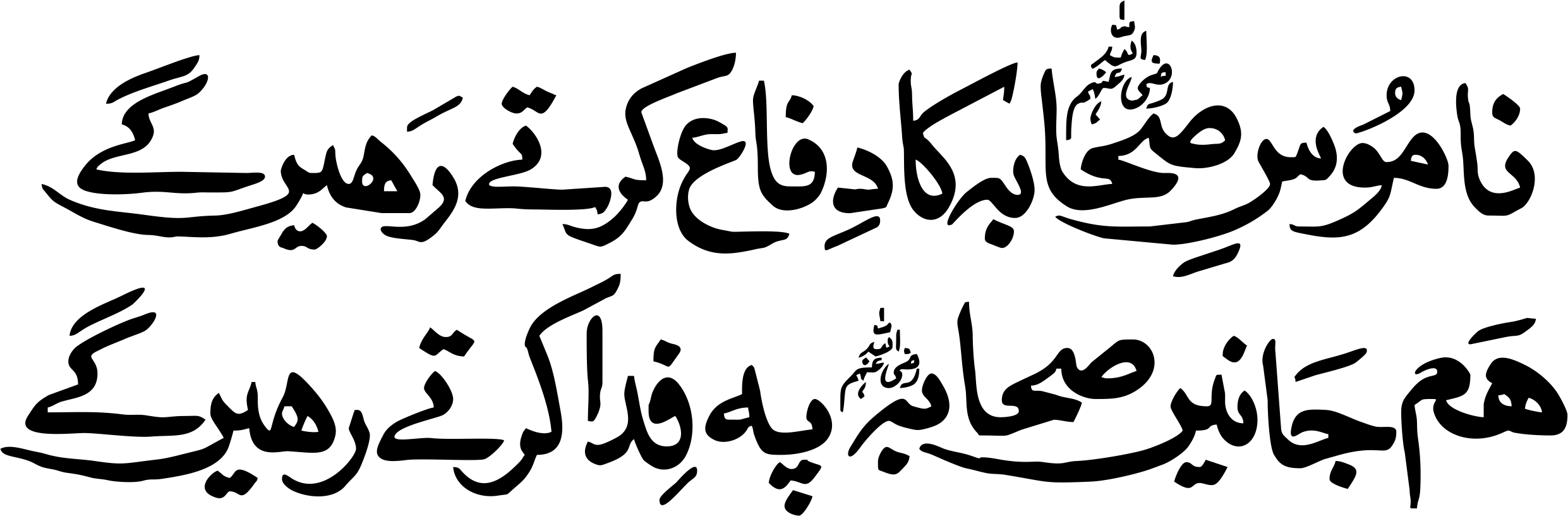
Flagga och motto

Sipah-e-Sahaba Pakistan (SSP, Pakistans armé av följeslagare till Profeten) är en väpnad sunnimuslimsk grupp och tidigare politiskt parti i Pakistan, bildad i början av 1980-talet av maulana Haq Nawaz Jhangvi.
SSP ställde tidigare upp i politiska val och ingick 1993 i delstatsregeringen i Punjab. 1996 hoppade Riaz Basra och hans anhängare av SSP och bildade Lashkar-e-Jhangvi (LeJ).
SSP förbjöds 2002 av kuppgeneralen Pervez Musharraf men legaliserades åter sedan en demokratisk regering tillträtt. I november 2003 förbjöds organisationen åter efter anklagelser om kopplingar till terrordåd, framför allt riktade mot landets shiamuslimska minoritet.
SSP ska även ha organiserat upploppen i Gojra 2009, i vilka kristna personer dödades. 65 personer arresterades för sin inblandning i våldsdåden, däribland SSP-ledaren Qari Abdul Khaliq Kashmiri.